# Эйвадис, Роман Семёнович
Роман Семёнович Эйвадис (род. 27 августа 1956 года, Хромтау Актюбинской обл.) — литературный переводчик, автор многочисленных переводов с немецкого языка и с русского на немецкий, член Союза писателей Санкт-Петербурга, член гильдии «Мастера литературного перевода». Переводил таких известных немецкоязычных писателей как Эрих Мария Ремарк, Герман Гессе, Гертруда фон Лефорт, Бернхард Шлинк, Томас Хюрлиман, Даниэль Глаттауэр и др. Автор нового перевода романа И.-В. Гёте «Страдания юного Вертера» (2013).

## Биография
Роман Семёнович Эйвадис родился 27 августа 1956 года в городе Хромтау Актюбинской области (Казахская ССР), где работали его родители, однако детство и юность его прошли в Крыму, в городе Судак, куда семья переехала в 1961 году. В 1974 году он закончил Керченское мореходное училище, был призван на действительную службу в Советскую армию. Демобилизовавшись, приехал в Ленинград, работал фрезеровщиком на заводе Полиграфических машин, в производственном объединении «Светлана».
В 1981 году поступил на немецкое отделение факультета иностранных языков Ленинградского государственного педагогического института им. Герцена. Ещё будучи студентом, занялся переводом художественной литературы, участвовал в семинарах по переводу немецкоязычной прозы при Союзе писателей под руководством И. П. Стребловой. После окончания МГПИИЯ им. Мориса Тореза, куда он перевёлся в 1984 году, работал учителем немецкого языка в средней школе. В 1988 году по результатам конкурса был принят в экспортное издательство «Аврора» на должность редактора текстов на немецком языке. С 1990 года полностью посвятил себя художественному переводу. Сотрудничал с различными издательствами на договорной основе. Параллельно, с 1991 года, преподавал немецкий язык на факультете иностранных языков РГПУ им. Герцена, в Санкт-Петербургском Международном институте менеджмента, а также в Институте иностранных языков в Санкт-Петербурге.
Р. Эйвадис много времени провёл в Германии, изучая нравы и обычаи немцев, немецкую фразеологию, побывал почти во всех федеральных землях. Накопленный опыт общения с носителями немецкого языка он воплотил в нескольких книгах, среди которых «Место встречи: Берлин, Шиллерштрассе. Практический курс немецкого языка», «Русско-немецкий словарь глагольных словосочетаний для переводчиков» и «Русско-немецкий словарь идиоматических выражений для переводчиков».
Свободное владение немецким языком (на уровне носителя) и безупречная фонетика позволили ему заниматься ещё одним видом творческой деятельности: он неоднократно озвучивал документальные фильмы на немецком языке, а также немецкоговорящих персонажей в различных художественных фильмах.

## Творчество
Значительных успехов Роман Эйвадис добился в искусстве стилизации, которым, по мнению некоторых теоретиков перевода, удается овладеть лишь немногим переводчикам, наделённым особым языковым чутьем и особой филологической культурой. Мастерство Эйвадиса ярко проявляется в его переводах наиболее поэтичных произведений Германа Гессе, таких как «Петер Каменцинд», «Сиддхартха», «Нарцисс и Гольдмунд», а также в новом переводе романа Гёте «Страдания юного Вертера», выполненного по заказу издательства «Вита Нова» для первого постсоветского многотомного издания великого немецкого классика. Эти переводы отличаются одухотворённостью, выверенностью, стилистическим единством и богатством языка.
Весьма плодотворными оказались также искания Эйвадиса в области перевода окказионализмов: он много работал над текстами и более современных известных авторов, таких, например, как Эрих Мария Ремарк, и сформулировал основные принципы своего подхода к данной проблематике. Свои взгляды на проблемы практики художественного перевода он изложил в краткой статье «Сводите душу в сауну», опубликованной в «Вестнике Института иностранных языков».
Важную роль в становлении Эйвадиса как литературного переводчика сыграло то обстоятельство, что он в своё время и сам написал две повести и несколько рассказов, посещал семинары разных литературных объединений и «Студию молодого прозаика» при Ленинградском Союзе писателей, что стало для него хорошей школой языка.
Эйвадис является первым — и до сегодняшнего дня единственным — переводчиком произведений выдающейся немецкой писательницы XX столетия Гертруд фон Лефорт, творчество которой он в результате многолетнего труда представил российским читателям, переведя два наиболее известных её романа — «Плат святой Вероники» и «Венок ангелов», а также семь избранных новелл. Его усилия на ниве популяризации произведений этого автора в России отметило Германское Общество Гертруд фон Лефорт, на одном из заседаний которого в баварском городе Оберстдорфе он выступил с докладом о восприятии творчества Лефорт в России.
В последние годы Эйвадис много и успешно переводил современных популярных авторов: Патрика Зюскинда, Даниэля Глаттауэра, Бернхарда Шлинка, Мартина Сутера и других.

## Публикации

##### Наиболее важные переводы с немецкого языка
- Эрих Мария Ремарк. Искра жизни (С.-Петербургский комитет Союза литераторов РСФСР, 1993; изд-во «Кристалл», СПб).
- Герман Гессе. Сиддхартха (Герман Гессе. Собрание сочинение в 4-х томах, 1994 г., изд-во «Северо-Запад», С.-Петербург, т. 1; изд-во «Амфора», СПб; изд-во «Азбука», СПб).
- Герман Гессе. Индийская судьба (там же, т. 3).
- Герман Гессе. Сказки: «Поэт», «Легенда об индийском царе» (там же, т. 1), «Город» (там же, т. 3).
- Герман Гессе. Петер Каменцинд (1995 г., журнал «Нева», СПб, № 10-11; изд-во «Амфора» СПб; изд-во «Азбука» СПб).
- Герман Гессе. Нарцисс и Гольдмунд (1998 г., изд-во «Азбука», СПб; изд-во «Кристалл», СПб).
- Легенды Австрии («Таннен-Э — город под вечными льдами») (изд-во «Русско-Балтийский информационный центр БЛИЦ», СПб, 1999)
- Гудрун Паузеванг. Площадь Фортуны (Кристалл, СПб, 2001)
- Ирен Питч. Пикантная дружба: моя подруга Людмила Путина, её семья и другие товарищи (Захаров, Москва, 2002).
- Гертруд фон Лефорт. Плат Вероники (Изд-во Ивана Лимбаха, СПб, 2002)
- Гертруд фон Лефорт. Венок ангелов (Изд-во Ивана Лимбаха, СПб, 2004)
- Томас Хюрлиман. Фройляйн Штарк (Изд-во «Амфора», СПб, 2004)
- Юрек Беккер. Бессердечная Аманда (Изд-во «Азбука», СПб, 2004)
- Кристиан Биник. Суперсыщик Освальд (Изд-во «Азбука», СПб, 2004)
- Кристиан Биник. Суперсыщик Освальд и банда пакетоголовых (Изд-во «Азбука», СПб, 2004)
- Патрик Зюскинд, Хельмут Дитль. О поисках любви. Киносценарии (Изд-во «Азбука», СПб, 2006)
- Даниэль Глаттауэр. Лучшее средство от северного ветра (ЭКСМО / Домино, СПб, 2010)
- Бернхард Шлинк / Вальтер Попп. Правосудие Зельба (Изд-во «Азбука», СПб, 2010)
- Бернхард Шлинк. Обман Зельба (Изд-во «Азбука», СПб, 2010)
- Даниэль Глаттауэр. Седьмая волна (ЭКСМО / Домино, СПб, 2011)
- Даниэль Глаттауэр. Рождественский пес (ЭКСМО / Домино, СПб, 2011)
- Мартин Сутер. Миланский черт (ЭКСМО, СПб, 2012)
- Иоганн Вольфганг Гёте. Страдания юного Вертера (Азбука-Аттикус, СПб, 2015)
- Фридрих Дюрренматт. Обещание (Азбука-Аттикус, СПб, 2016)
- Штефани Хёфлер. Большая черная птица. (Поляндрия, СПб, 2020)
- Штефани Хёфлер. Танец глубоководной медузы. (Поляндрия, СПб, 2021)
- Лизелотта Вельскопф-Генрих. Харка, сын вождя (Азбука, СПб, 2022)
- Лизелотта Вельскопф-Генрих. Возвращение к дакота // Изгнанники, или Топ и Харри  (Азбука, СПб, 2022)
- Бернхард Шлинк. Внучка ("Иностранка", Москва, 2023)

##### Наиболее важные переводы на немецкий язык
- Georgi Butikow. Die St. Isaak-Kathedrale (SMART, St. Petersburg, 1991)
- Michail German. Albert Marquet (Aurora-Kunstverlag, St. Petersburg, 1996)
- Die Flotte des Russischen Reiches (Slavia, St. Petersburg, 1996)
- Michail German. Michail Wrubel (Aurora-Kunstverlag, St. Petersburg, Parkstone-Verlag, Bournemouth, 1996)
- Natalia Brodskaja. Auguste Renoir (Aurora-Kunstverlag, St. Petersburg, Parkstone-Verlag, Bournemouth, 1996)
- Ljudmila Kagane. Velázquez (Aurora-Kunstverlag, St. Petersburg, Parkstone-Verlag, Bournemouth, 1997)
- Nikolai Stepanow. Lucas Cranach (Aurora-Kunstverlag, St. Petersburg, Parkstone-Verlag, Bournemouth, 1996)
- Michail German. Russische Impressionisten und Postimpressionisten (Aurora-Kunstverlag, St. Petersburg, Parkstone-Verlag, Bournemouth, 1997)
- Regina Kogan und Tatjana Tschukowa. Die Eremitage (Alfa Color, St. Petersburg, 1998)
- Anastassija Klimowa. Vororte St. Petersburgs (Amarant, Moskau, 1998)
- Tamara Gejdor. Moskau (Isobrasitelnoje iskusstwo, Amarant, Moskau, 1998)
- Architekturdenkmäler des alten Nowgorod (Art Lux, St. Petersburg, 1998)
- Abram Raskin. St. Petersburg (Kunstverlag P-2, St. Petersburg, 1999)
- Grigorij Jar. Peterhof. Carskoje Selo. Pavlovsk. Oranienbaum. Gatčina (Kunstverlag P-2, St. Petersburg, 2000)
- Lidija Ljachovskaja. Russische Küche (Kunstverlag P-2, St. Petersburg, 2000)
- Russische Volksmärchen (Kunstverlag P-2, St. Petersburg, 2000).
- Larissa Bardowskaja. Zarskoje Selo. Sommerresidenz der russischen Zaren (Kunstverlag «Jarkij Gorod» St. Petersburg, 2005)
- Wladimir Gussew und Jewgenija Petrowa. Das Russische Museum. Museumsführer (Kunstverlag P-2 St. Petersburg, Palace Editions, 2005)
- Russische Volksmärchen (Kunstverlag «Jarkij Gorod» Sankt Petersburg 2006)
- Russische Lackmalerei (Kunstverlag «Jarkij Gorod» Sankt Petersburg 2007)
- Ljudmila Torschina. Die Eremitage. Schritt für Schritt. Museumsführer (Kunstverlag Alfa-Colour St. Petersburg 2008)
- Wladimir Dobrowolskij. Die Eremitage. Geschichte, Sammlungen, Interieurs, Pläne.
- Museumsführer (Kunstverlag Alfa-Colour St. Petersburg 2009)
- Miloslaw Naryschkin. Wir stammen aus der roten Ära. Biographie Sergej Mironows, Sprecher des Föderationsrates Russlands (VES MIR Moskau, NORA Berlin 2009)

##### Другие публикации
- Erich Maria Remarque — auch ein «Fenster nach Europa»? // Erich Maria Remarque. Leben, Werk und weltweite Wirkung [Сборник материалов симпозиума, посвященного Э. М. Ремарку]. Universitätsverlag Rasch Osnabrück 1997, S. 445—452.
- Сводите душу в сауну // Вестник Института иностранных языков 2/2000, С.-Петербург, с. 112—125.
- Разговорник «Немецкий в дорогу» («Сова», Санкт-Петербург, «Эксмо» Москва, 2003 г.)
- Место встречи: Берлин Шиллерштрассе. Практический курс немецкого языка (2008, Изд-во «Каро»).
- Русско-немецкий словарь глагольных словосочетаний для переводчиков (2008, Изд-во «Каро»).
- «Ein feiner, kluger Herr…» // «… darüber ein himmelweiter Abgrund». Zum Werk von Thomas Hürlimann. Fischer Verlag, Frankfurt am Main, 2010
- Ритуальное убийство в редакции. Кровавая драма в письмах с прологом и эпилогом. // Иностранная литература, 2/2022, Москва, с. 254-276.
- Бойцы невидимого фронта или Знай, сверчок, свой шесток. Несерьезный взгляд на серьезные проблемы // Иностранная литература, 2/2023, Москва, с. 270-280.